# SiTB CFe 4/4
Als CFe 4/4 wurde der 1955 gelieferte elektrische Triebwagen der Sihltalbahn (SiTB) bezeichnet. Er war als Pendelzugfahrzeug mit nur einem Führerstand konzipiert und verkehrt deswegen mit einem Steuerwagen.

## Technisches
Es war der erste „moderne“ Triebwagen der Sihltalbahn. Er orientierte sich baulich an den „blauen Pfeilen“ (ABDe 4/8) der BLS. So besitzt er einen Dachtransformator. Er war aber als Triebfahrzeug und Steuerwagen und nicht als Doppeltriebwagen konzipiert. Das Fahrzeug wurde 1973 umgebaut, dabei wurden Teile der elektrischen Ausrüstung ersetzt.
Die ursprüngliche Höchstgeschwindigkeit von 60 km/h konnte 1977 auf 70 km/h heraufgesetzt werden.
Bis zum Einbau der Dolmetscher-Steuerung im Jahr 1981 musste er zwingend mit dem Steuerwagen Nr. 51 verkehren.
Die Bezeichnung CFe 4/4 wechselte 1956 in BFe 4/4 und 1963 in BDe 4/4. Er trug immer die Nummer 91.

## Betriebliches
Der Triebwagen verkehrte immer als Pendelzug mit Steuerwagen und gegebenenfalls einem Zwischenwagen (Erst seit 1962, Ablieferung der B4ü=B 41–46).

## Verbleib

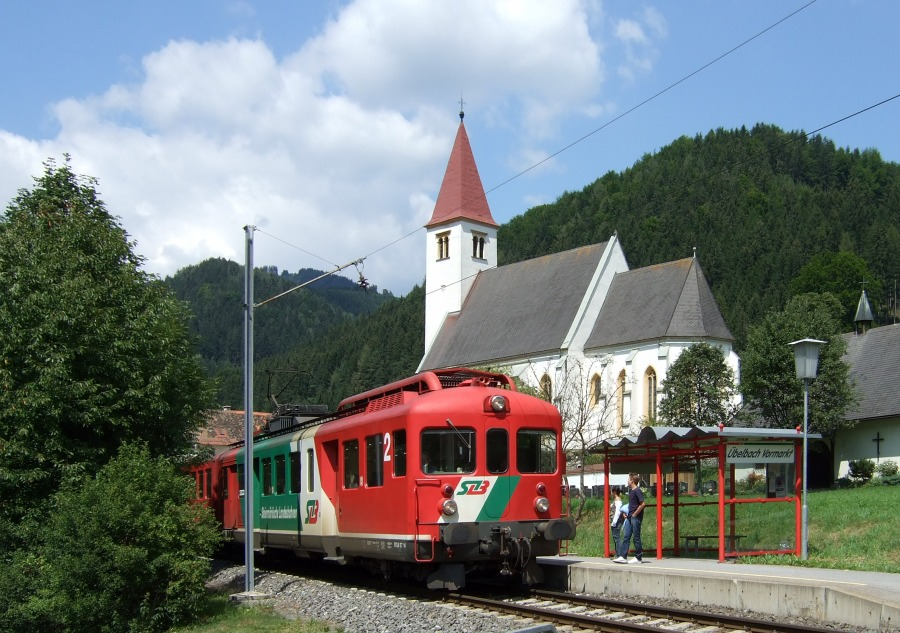
StLB ET 14 an der Haltestelle „Übelbach Vormarkt“

Der Triebwagen wurde 1994 ausrangiert und nach Österreich verkauft. Als StLB ET 14 war er bis circa 2008 in Betrieb. Er wurde 2011 in Fürstenfeld verschrottet.